# Hypomecis nudicosta
Boarmia nudicosta là một loài bướm đêm trong họ Geometridae.